# 게임브리오
게임브리오(Gamebryo)는 게임 엔진의 하나이다. 뉴메리컬 디자인 리미티트사(Numerical Design Limited; NDL)의 넷이머스(NetImmerse) 엔진의 후기이다.
현재 게임브리오의 최신 버전은 C++로 개발된 "게임브리오 4.0"과 C#으로 개발된 "라이트스피드 2012"로 나뉘어 있다.

## 역사
2003년 2월 NDL은 이머전트 게임 테크놀로지스(Emergent Game Technologies)에 매각되면서, 엔진이 게임브리오로 개명되고 2월 27일에 버전 1.0이 정식으로 출시하였다.
2007년 1월 30일 버전 2.3으로 판올림했다. 엑스박스 360, 플레이스테이션 3, PC 플랫폼에 최적화된 2.3은 DirectX 10과 에이지아의 피직스를 지원하고, 멀티 코어기반의 차세대 플랫폼들에서도 높은 성능을 내기 위한 스트림 처리 엔진인 플루드게이트(Floodgate)가 추가되었다.
2009년 8월 19일 이머전트 게임 테크놀로지스와 엔비디아는 파트너쉽 제휴를 맺고 피직스를 내장하게 되었다.
2010년 11월 17일 적자에 시달리던 이머전트 테크놀로지스는 파산 위기에 직면하여, 저브스만 파트너스에 의해 경매에 붙여졌다. 12월 10일까지 경매에 붙여질 것이며, 최고 입찰가를 낸 기업에 매각되게 될 것이다. 경매에 붙여지기전에도 벤처캐피탈의 도움으로 자금 4천만 미국 달러를 조달받았지만, 경영 상황이 나아지지 않았다. 같은 해 12월 21일, 게임브리오 한국지역 대리업체인 게임베이스가 이머전트 게임 테크놀로지스의 모든 지적 재산과 자산을 인수하였다. 그에 따라 2011년 1월 24일 이머전트 게임 테크놀로지스는 게임베이스 USA로서 엔진 개발을 재계했다. 회사는 노스캐롤라이나 주, 리서치 트라이앵글 파크에 위치한다.
2012년 2월 8일에 게임 개발자 회의 2012(GDC 2012)에서 버전 4.0을 공개할 예정이라고 밝혔다.

## 특징
3차원 컴퓨터 그래픽스 미들웨어인 게임브리오는 C++로 작성되었으며 PC, 플레이스테이션 3, 엑스박스 360, Wii 플랫폼을 지원한다.
도구는 애니메이션 툴과 장면보기 툴(SceneViewer Tool), 3D 스튜디오 맥스와 마야용 플러그인이 제공하고 있다.
바이너리(헤더, 라이브러리, 툴) 또는 개발자가 엔진을 디버그할 수 있게

## 같이 보기
- 게임브리오 엔진 게임 목록